# Dani Lins
Pour les articles homonymes, voir Lins (homonymie).
Danielle Rodrigues Lins est une joueuse brésilienne de volley-ball née le 5 janvier 1985 à Recife (Pernambouc). Elle mesure 1,83 m et joue au poste de passeuse. Elle totalise 25 sélections en équipe du Brésil. Elle est mariée au volleyeur brésilien Sidnei dos Santos.

## Biographie
Avec l'équipe du Brésil de volley-ball féminin, elle est médaillée d'or olympique en 2012 à Londres.

## Clubs
| Club                       | De        | À         |
| -------------------------- | --------- | --------- |
| Sport Recife               | 1998-1999 | 1999-2000 |
| Osasco Voleibol Clube      | 2000-2001 | 2004-2005 |
| Esporte Clube Pinheiros    | 2005-2006 | 2005-2006 |
| Rio de Janeiro Volêi Clube | 2006-2007 | 2010-2011 |
| Sesi-SP                    | 2011-2012 | 2013-2014 |
| Osasco Voleibol Clube      | 2014-2015 | 2016-2017 |
| GR Barueri                 | 2018-2019 | 2018-2019 |
| Vôlei Bauru                | 2019-2020 | …         |

## Palmarès

### Équipe nationale
- Jeux Olympiques
  -  2012 à Londres.
- Championnat du monde
  - Finaliste : 2010.
- Grand Prix mondial
  - Vainqueur : 2009, 2013, 2014, 2016.
  - Finaliste : 2010, 2011, 2012.
- World Grand Champions Cup
  - Finaliste : 2009.
- Championnat d'Amérique du Sud
  - Vainqueur : 2009, 2011, 2013, 2015.
- Coupe panaméricaine
  - Vainqueur : 2009, 2011.
  - Finaliste : 2008.
- Jeux Panaméricains
  - Vainqueur : 2011.
- Championnat du monde des moins de 20 ans
  - Vainqueur : 2003.
- Championnat d'Amérique du Sud  des moins de 20 ans
  - Vainqueur : 2002.

### Clubs
- Championnat du Brésil
  - Vainqueur : 2005, 2007, 2008, 2009, 2011.
  - Finaliste : 2014, 2015, 2017.
- Coupe du Brésil
  - Vainqueur : 2007.
  - Finaliste  : 2014.
- Championnat sud-américain des clubs
  - Vainqueur : 2014.
  - Finaliste : 2009, 2015.

### Distinctions individuelles
- Championnat d'Amérique du Sud féminin de volley-ball des moins de 20 ans 2002: Meilleure passeuse.
- Championnat sud-américain des clubs de volley-ball féminin 2009: Meilleure serveuse.
- Championnat d'Amérique du Sud de volley-ball féminin 2009: Meilleure passeuse.
- Grand Prix Mondial de volley-ball 2011: Meilleure passeuse[6].
- Volley-ball féminin aux Jeux panaméricains de 2011: Meilleure passeuse.
- Championnat sud-américain des clubs de volley-ball féminin 2014: Meilleure passeuse.
- Grand Prix mondial de volley-ball 2014 : Meilleure passeuse[7].
- Championnat sud-américain des clubs de volley-ball féminin 2015: Meilleure passeuse[8].